# Ulen (Minnesota)
Ulen és una població dels Estats Units a l'estat de Minnesota. Segons el cens del 2000 tenia 532 habitants.

## Demografia
Segons el cens del 2000, Ulen tenia 532 habitants, 203 habitatges, i 120 famílies. La densitat de població era de 188,4 habitants per km².
Dels 203 habitatges en un 28,6% hi vivien nens de menys de 18 anys, en un 44,3% hi vivien parelles casades, en un 9,9% dones solteres, i en un 40,4% no eren unitats familiars. En el 35,5% dels habitatges hi vivien persones soles el 26,1% de les quals corresponia a persones de 65 anys o més que vivien soles. El nombre mitjà de persones vivint en cada habitatge era de 2,24 i el nombre mitjà de persones que vivien en cada família era de 2,88.
Per edats la població es repartia de la següent manera: un 23,3% tenia menys de 18 anys, un 5,8% entre 18 i 24, un 19,9% entre 25 i 44, un 16,9% de 45 a 60 i un 34% 65 anys o més.
L'edat mediana era de 46 anys. Per cada 100 dones de 18 o més anys hi havia 78,2 homes.
La renda mediana per habitatge era de 27.813 $ i la renda mediana per família de 42.188 $. Els homes tenien una renda mediana de 33.036 $ mentre que les dones 20.000 $. La renda per capita de la població era de 16.593 $. Entorn del 5% de les famílies i el 8,5% de la població estaven per davall del llindar de pobresa.

## Poblacions més properes
El següent diagrama mostra les poblacions més properes.